# La hantise
La hantise (em inglês:  The Obsession) é um curta-metragem mudo de 1912 dirigido por Louis Feuillade e é o primeiro filme sobrevivente sobre o RMS Titanic. O filme é estrelado por Renée Carl e René Navarre. O filme se concentra em uma mulher que ouve por um quiromante que um de seus entes queridos morrerá. A mulher então tenta convencer o marido a não embarcar no RMS Titanic, pois teme pela segurança dele. Mesmo assim, o marido embarca, e na noite do dia 14 para a madrugada do dia 15 de abril, o RMS Titanic atinge o iceberg, e afunda no Atlântico Norte. E ele é resgatado pelo RMS Carpathia, após o Titanic afundar. Diz-se que o filme confronta a fraude da leitura das mãos, destacando o sofrimento que a crença obsessiva no sobrenatural pode criar.

## Elenco
- Renée Carl como Madame Trévoux
- René Navarre como Jean Trévoux
- Senhorita Édith como a quiromante
- Henri Jullien como Padrinho de Madame Trévoux
- Maurice Mathieu como Pequeno Georges